# 约翰·梅杰
馬卓安爵士，KG CH（1943年3月29日—），英国政治家，於1990年至1997年出任英国首相和英国保守党党魁。他曾於1987年至1990年间在戴卓爾夫人內閣相继出任財政部首席秘書、外交大臣及財政大臣。1979年至2001年间，为亨丁顿的国会议员。2001年英国大选前宣布退休，淡出英国政壇。自玛格丽特·撒切尔于2013年离世，他成为了最年长的在世前首相。
梅傑生于萨里郡薩頓，成长于布里克斯顿。他曾为一名保险文员，在成为渣打银行行政人员前更为伦敦电力委员会工作。

## 早年生活
馬卓安的父親叫湯姆·梅傑-波（Tom Major-Ball），是位巡迴各地的表演主持。馬卓安原本被施洗時，取名為約翰·羅伊·梅傑（John Roy Major），但是在出生證明上卻沒有了「羅伊」。一直至1980年代初，他仍有用「羅伊」這個名。
馬卓安於1943年3月29日，出生於伦敦卡尔夏登的聖黑厄爾醫院和瑪麗兒童醫院（St. Helier Hospital）。他早年入讀區內的小學（Cheam Common），後在1954年轉到默頓區內的一所文法學校（Rutlish Grammar School）完成小學學業。後來馬卓安的父親由於在投資園林裝飾的生意上失利，結果舉家在1955年搬到布里克斯頓。
馬卓安16歲時，即1959年，便離開了学校，他當時只有三科O-Level (今GCSE）合格 （C級或以上）的學歷，分別是歷史、英语和英國文學。到了日後，他則透過進修，獲得另外三科O-Level合格的資歷，分別為英國憲法、数学和经济。馬卓安曾經在1956年於下議院參觀國會辯論，從此立志投身政治。但是他第一份應徵的工作，卻與政治無關，而是巴士售票員。然而，馬卓安最終被拒絕聘用，曾經有傳媒認為這是因為他的算術太差，但事實上，是因為他的身高未符合要求所致。至於馬卓安第一份真正的工作，則是在1959年離校後，在一間保險公司中任職文員。可是，他並不喜歡這份工作，沒多久便辭職，幫助父親和哥哥泰利·梅傑-波（Terry Major-Ball）打理園林裝飾生意。與此同時，他亦在布里克斯頓加入了少年保守黨。
經過一段投閒置散的日子，馬卓安終於在1963年為倫敦電力委員會（London Electricity Board）所聘用，其後他更專心進修一些關於銀行業的課程。這些努力，使他最後被渣打銀行聘用，並很快地在1965年5月擢升為主管一職，後在1967年，他被公司委派到尼日利亞，但很不幸地，他在那裡遇上車禍，更差點賠上了性命。
馬卓安是英國銀行家公會（Institute of Bankers）的準會員。
馬卓安在1970年10月3日迎娶諾爾瑪·莊遜（Norma Johnson），即現在的諾爾瑪·梅傑女爵士，DBE（Dame Norma Major）。他們育有一子一女，分別取名為詹姆士和伊莉莎伯。

## 政治生涯

### 早年政治生涯
馬卓安在早年就對政治感興趣，時常在布里克斯頓的市集發表街頭演說。在1964年，21歲的馬卓安開始參選位於倫敦蘭貝斯區的地方議會（London Brough of Lambeth），最終至1968年，由於保守黨於當年出乎意料地在地方選舉佔壓倒性多數，馬卓安也因而順利當選。當選為地方議員後，馬卓安出任地方議會的房屋委員會副主席，並負責幾個地方公共住宅的發展項目。到了1971年的時候，馬卓安為了讓自己更易被選中，而出選一個保守黨支持者佔多數的選區，可是他最終落選了。
1974年，馬卓安首次參選國會議員，並出選北聖潘克卡斯選區（St. Pancras North），然而該區傳統上為工黨所佔有，所以他最終落選。在1976年11月，馬卓安成功被亨廷顿郡（Huntingdonshire）的保守黨員選為下屆地方議會候選人，並順利在1979年大選中當選為地方議員。由於後來政府對選區進行重新劃分，馬卓安遂終於在1983年成為代表亨廷顿選區的國會議員，在及後的1987年大選、1992年大選和1997年大選，他都是在這選區勝出，而其中在1992年大選，馬卓安得到36,230張選票，是自1832年以來得票最多的紀錄。在2001年大選，馬卓安放棄競逐下議院議席。
在英國下議院，馬卓安自1981年起擔任國會私人秘書，自1983年起又任黨鞭助理（assistant whip）。到了1985年，他獲委任為社會福利部次官（Under-Secretary of State for Social Security），後在1986年升為社會福利部長（Minister of State for Social Security）。1987年，馬卓安以財政部秘書長的身份進入內閣。而在1989年7月31日，當時的英国首相玛格丽特·撒切尔對內閣進行了一次意外的改組。被認為資歷尚淺的馬卓安，取代了賀維爵士，成為了外相。馬卓安任職外相僅三個月後，財相勞森在1989年10月宣佈請辭，他便隨即接任財相。馬卓安任職財相的時間很短，只曾在1990年春天發表過一次財政預算（亦是英国首次電視直播財政預算案的發表），他說這是一份「為積蓄而設的預算」（a budget for savings），並為此設立名為TESSA的特別免稅儲蓄戶口（Tax Exempt Special Savings Account），認為這措施可以改善在上一財政年度以來，國民存款到銀行的比率急跌的現象。
當賀維爵士在1990年11月1日辭去內閣所有職務後，保守黨內對戴卓爾夫人在歐洲共同體上的政策方針之分歧明顯惡化，並引發了黨內改革派的夏舜霆提出重選保守黨黨魁。在第一輪投票中，戴卓爾夫人的票數多於唯一對手夏舜霆，但由於她未得到所需的票數，以致需要進行第二輪投票。事件引致戴卓爾夫人宣佈自動放棄競逐黨魁和首相一職，改為夏舜霆、馬卓安和韓達德三人競逐。結果，馬卓安得到185票，雖然票數遠高於另外兩人，卻仍然比所需票數少兩票，原本是要進行第三輪投票的。但夏舜霆和韓達德兩人在此時雙雙宣佈退出選舉，馬卓安遂於1990年11月27日當選為新任保守黨黨魁。翌日，馬卓安被召喚到白金汉宫，正式被任命為英国首相。

### 首相：1990－1997

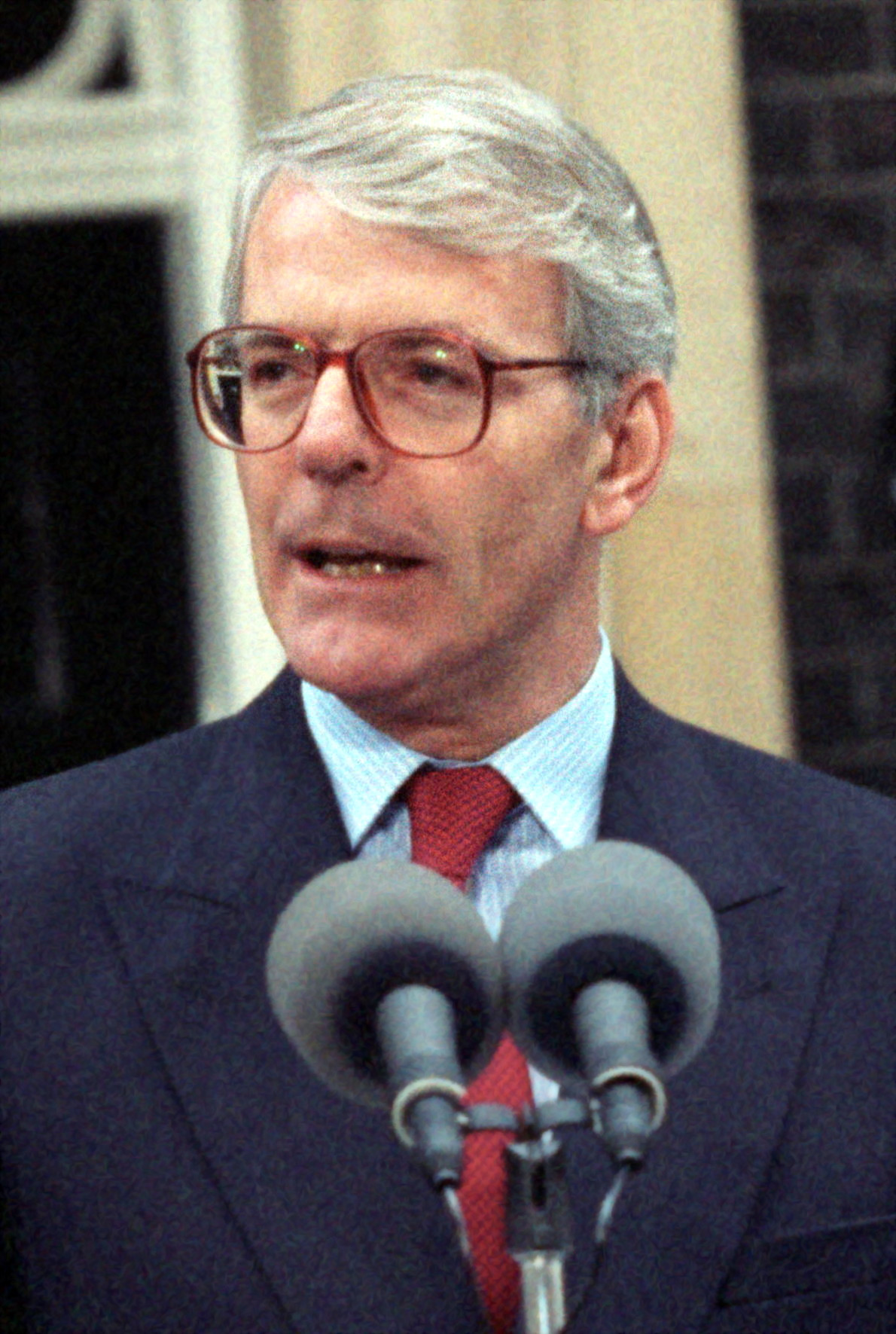
首相在任期間，攝於1995年

馬卓安上任首相之時，正值1991年的海湾战争，而且世界經濟亦開始步入衰退期，至同年下半年才起死回生，而他亦由於在91下半年訪華而成為「六四事件」後首位訪華之西方領袖。為了避免在1992年大選中輸給工黨的金諾克，馬卓安舉辦很多街頭競選活動，並在街頭發表了不少強而有力的演說。這種平民化的親民接觸（common touch），比起工黨那種流於花言巧語的競選活動成功得多。結果，出乎意料地，保守黨在下議院以些微的21席，成為多數，第四次執政，創下20世紀以來保守黨最長的執政紀錄，馬卓安成功連任。但這個大選的結果，卻意味馬卓安將難以有效管理政府，尤其是當新一屆國會召開後五個月，英镑在黑色星期三(1992年9月16日)被迫脫離歐洲匯率機制（European Exchange Rate Mechanism，簡稱）後，情況更急轉直下。當時傳出不少謠言，指馬卓安因此事而精神崩潰，甚至有傳聞指他每日花不少時間躲在衣櫥。馬卓安本人亦沒有否認，自己離辭職的路不遠，而且還聲稱已經寫好一封未被寄出，給女皇的辭職信 。至於他當時的財相諾曼·拉蒙特卻證實首相本人仍然十分冷靜應對事件，可是他同時又批評馬卓安猶豫不決的性格，拉蒙特認為馬卓安多次堅拒把英镑脫離歐洲匯率機制，已經導致政府浪費數以億計的英鎊，毫無成效地去企圖維持英鎊的幣值。《金融時報》最近透過從政府取得的文件進行調查，亦證實了當年馬卓安的挽救措施沒有效用 。
馬卓安在黑色星期三發生後的七個月裡面都沒有撤換任何財政部的官員，直至後來才以祈淦禮為財相，接替提出請辭的拉蒙特。這個延誤，再加上先前的黑色星期三，進一步使大眾認為，馬卓安在管治上顯得猶豫不決。但諷刺的是，劣勢在日後卻逆轉過來，雖然英國脫離了ERM，但英國的經濟卻逐漸復甦，這是因為英國政府推行了新的利率調低政策，帶動了英國貨品出口到海外市場，可見，英鎊雖然在黑色星期三一事貶值，長期而言卻有助出口，有利本土經濟 。
儘管馬卓安花了很大努力，但仍然不能阻止保守黨內部出現分裂，黨內的右派不再支持馬卓安。特別是當他批准簽訂《馬斯特里赫特條約》後，激起很多人對他在處理歐盟事務上的不滿。另一方面，雖然反對黨工黨支持該條約，但他們卻有意部署打擊馬卓安的政府，工黨對條約提出了修正，指出通過條約前要先通過有關社會福利的條文。結果，有數名保守黨員背棄了馬卓安，對條約投了反對票。馬卓安遂於第二天，即1993年7月23日，向國會提出了對自己的信任動議，最後以多出四十票而獲得留任，挽回了些聲譽，但卻已對他在下議院的影響力構成嚴重打擊。
在當日投票後不久，馬卓安接受了一家電視台的專訪。期間，記者問到為何不辭退有投反對票的官員，當時馬卓安以為攝影機沒有啟動而回答了問題。他對記者說：「試從我的角度出發，你是首相，在下議院有十八席的多數優勢......那毒藥究竟會從那裡來？當然是那些失去既得利益，和從未得到任何利益的人。你會想要多三位壞蛋在外面存在嗎？你又聽過詹森的格言嗎？」馬卓安後來聲稱，他所指的「三位」是隨口說出的，而所提的「壞蛋」則是指一些已離開政府，反對英國加入歐盟而不斷製造破壞的前官員。但很多記者卻認為馬卓安所指的「三位壞蛋」，是彼得·利雷、波蒂略（Michael Portillo）和迈克尔·霍华德，他們在當時均被認為是馬卓安內閣中，顯著的歐洲懷疑論者。但事實上，真正的「三位壞蛋」卻也有可能是其他人，例如另一保守黨官員韋活也常常榜上有名。至於上述的訪問，後來落在《每日鏡報》手上，並作廣泛的報導，使馬卓安大為尷尬。（另外，馬卓安在訪問提及的「格言」，是指美國總統詹森對約翰·埃德加·胡佛的著名評語。當時詹森曾企圖迫使胡佛辭去聯邦調查局局長一職，但當他知道這是難以成事之後，卻對胡佛的存在處之泰然。詹森認為：「寧可讓他在帳篷內撒尿，也比在外面撒尿好。」）
在1993年的保守黨大會，馬卓安開展了「回到民生」（Back to Basics）運動，提出要重新專注國內的經濟、教育和治安等本土事務。但是在不同人的揭發下（包括保守黨黨員），一連串的醜聞很快便打斷了馬卓安的計劃，並帶來了災難性的後果。結果是，英國傳媒紛紛以此為理由，大肆揭露了保守黨的「醜行」：官員大衛·梅勒與田耀分別因不同的性醜聞而辭職；下議院議員提姆·史密斯和韓爾頓則涉嫌受賄，在下議院提出受指使的質詢，而議員苗列根離奇死亡一事，更成為一段難以解釋的小插曲。
雖然馬卓安上任後便開始和爱尔兰共和军進行談判，但馬卓安一直對此大加否認。1993年11月他更在下議院發表演說，說到：「如果要坐下來與盖瑞·亚当斯先生和愛爾蘭共和軍進行談判......會令我感到反胃。」新芬黨其後則反駁，指出自2月開始，與英國政府一直進行著定期的談判。1994年，愛爾蘭共和軍提出了停火協定。然而馬卓安在下議院卻拒絕在協定草案中的「米切爾原則」（Mitchell Principles）上簽字，使停火協定泡湯。1995年3月，馬卓安曾有幾天拒絕接聽美国总统克林頓的電話，不滿他邀請盖瑞·亞當斯在聖博德日到訪白宮。
1995年，馬卓安對自己在黨內的地位不斷受挑戰和威脅，於是決定辭去黨魁一職，並宣佈重新參選黨魁。在選舉中，時任威爾斯事務大臣的韋活是其唯一對手。結果在夏舜霆的支持下，馬卓安贏得218票重任黨魁，韋活則以89票慘敗。另外，有8票缺席和2票棄權。雖然馬卓安勝出，但他只取得比目標多3票的票數。其後馬卓安為報答夏舜霆，委任他為英國副首相。這次選舉以後，保守黨更改了選舉規則。以往要有黨員站出來，作出挑戰才會重選黨魁。而新修訂後，黨內只要有足夠不信任票，便可重選黨魁，並由黨員直接選舉產生。後來的黨魁施志安便是因此下台。
馬卓安雖然重選黨魁成功，卻仍未能重建他的管治威信。儘管他這樣做，或多或少提升了他在保守黨內的支持度，但是當時由新黨魁貝理雅領導的反對黨工黨，支持度在民意調查中遙遙領先。1996年12月的時候，保守黨已經失去其在下議院的多數優勢。縱然馬卓安成功避免他的內閣在會期內垮台，但由於下議院五年的會期將屆，按例本應在1997年3月17日舉行大選。然而，沒有任何勝算的馬卓安，卻設法拖延大選的舉行，以寄望復甦中的經濟可以為保守黨帶來多一點議席。可惜事與願違，保守黨在5月1日舉行的大選中慘敗，這次大選更是保守黨165年最大的慘敗，而工黨則成為大贏家。
期間，再次連任黨魁的馬卓安，企圖以調停人的角色，修補自玛格利特·撒切尔任首相以來，黨內日益浮現的矛盾。不過1992年大選的結果，已證明了馬卓安沒有這樣的能力。加上簽訂《馬斯特里赫特條約》失敗一事，也反映出他在黨內黨魁的地位已大受削弱。總言之，在1997年英國大選之時，馬卓安在國民心目中，已淪為一個過氣、毫無吸引力的政客，無法駕馭著一個四分五裂、醜聞充斥的政黨。然而，他開啟了和愛爾蘭共和軍的對話，也成功使英國疲憊不堪的經濟從黑色星期三以後慢慢復甦過來。

### 1997年大選慘敗
1997年5月1日，大選有了結果，保守黨在選舉大敗，而且是自《1832年改革法案》通過以來，保守黨在大選輸得最為慘痛的一次。當時大部份人對馬卓安在1997年大選被貝理雅擊敗都不感驚訝，但卻很少人會預料到保守黨會以極大的比數落敗。
在新一屆國會，工黨在下議院取得418席，保守黨只取得165席，而自由民主黨則有46席，工黨以179席之差成為壓倒性多數。工黨加上自民黨更佔議席三分之二多數。當時有不少時事評論員猜測保守黨能否在如此大的差距下，在日後2001年大選捲土重來，事後證明是不能的。
馬卓安在亨廷頓選區以18,140的多數票成功留在下議院，但總體上，有179名保守黨黨員失去了下議院議席。
大約在1997年5月2日的正午時份，馬卓安向英女皇伊莉莎白二世交出首相的印鑑，正式辭去首相職務。而在辭職前不久，馬卓安最後一次在唐寧街10號發表講話，他說到：「落幕了，是時候下台了。」（When the curtain falls, it is time to get off the stage）馬卓安更和記者打趣地說，正打算和家人到橢圓形館(The Oval)看板球賽。
辭任首相以後，馬卓安一度成為反對黨領袖，直到1997年6月才被夏偉林取代。

### 卸任首相以後
卸任首相以後，馬卓安不像戴卓爾夫人般保持高調，而是有意保持低調，不活躍於政治。在下議院，他成為了後座議員，只有間中提出發言，相反，他迷上了板球，並成為薩里郡木球會（Surrey County Cricket Club）會長。
1997年戴安娜王妃車禍喪生後，馬卓安獲委為威廉王子和哈利王子的特別監護人，為他們處理法律和行政事務。
1998年，馬卓安成為美國凱雷集團的一員，為其在歐洲的市場提供意見。2001年5月，他更被擢升為該公司在歐洲地區的主席。同年馬卓安宣佈放棄角逐大選，並婉拒了慣常冊封予前首相的終身貴族爵位，但他仍在2005年則接受冊封為爵士。1997年以後，馬卓安已很少涉足黨務，然而他在2001年黨魁選舉中，則支持他的前財相祈淦禮參選，對抗「歐洲懷疑論」支持者施志安，不過最終失敗。

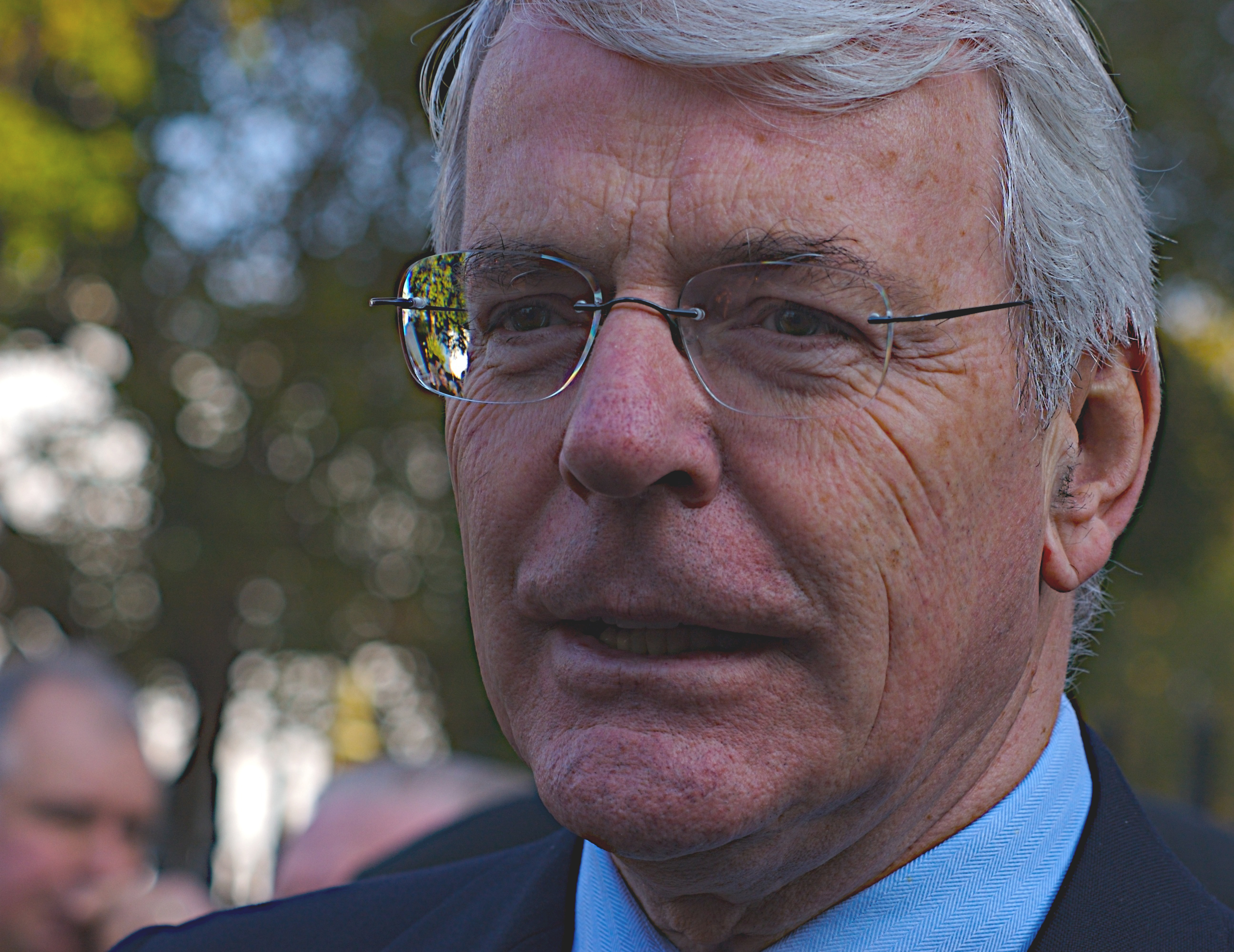
2007年的馬卓安

2001年3月，馬卓安出席了著名木球員考德瑞勳爵（Lord Cowdrey）在西敏寺的喪禮。2005年，他則獲選為瑪里利本板球俱樂部（Marylebone Cricket Club，簡稱）委員會的委員，該委員會傳統上是屬於政府，負責監管賽規。
馬卓安低調的生活在2002年9月遭到打斷。他被揭發當年加入內閣時，曾與另一名下議院議員愛維娜·嘉莉發展過一段長達四年的婚外情，傳媒立即指出當年「回到民生」運動只是為他的婚外情進行掩飾。麥斯·黑塞爾廷更在一書指出：「《每日電訊報》記者沙拉·霍格（Sarah Hogg）與馬卓安有過從甚密的關係，沒有人能比得上。」（Sarah knew Major intimately, in a way none of the rest of us did）
到了2005年2月，有報導指馬卓安和拉蒙特違反公開文件法例，阻撓有關黑色星期三的政府文件向外界披露。馬卓安對這項報導感到非常憤怒，並且大加否認。他反駁，沒有聽聞過有人要求在保密限期前索閱文件，而自己則有索閱過文件，但只為己用，未有向外泄露。
另一方面，馬卓安時常在不同場合，如晚宴發表演說，得到了非常可觀的收入。據《觀察家報》估計，馬卓安在每場演說，只要發表一些「有關環球經濟，富知識性和洞察力的演說」（knowledgeable insights into the global economy），便大約可得30,000鎊酬勞。
他反對英國脫歐，並於2019年與他曾領導保守黨唱反調，表態支持對此舉行二次公投。他更於同年大選中支持被該黨開除黨籍的候選人。

## 傳媒評價
馬卓安領導保守黨的時候，給人一種誠實的印象，所以常被稱呼為「誠實的約翰」（Honest John），但同時也予人乏味愚笨的印象，而且在黨內醜聞頻生的時候，又顯得束手無策。至於外表儀容上，馬卓安給人的印象則總是他灰色的頭髮，闊平的人中和偌大的眼鏡，這些特徵都常常被政治漫畫所誇大。例如，曾經在一個電視節目裡，馬卓安被化作一隻頭髮灰白的木偶，與妻子鴉雀無聲地吃飯，卻不時說：「这些豆烹煮得很好，親愛的。」（nice peas, dear）。另外，有工黨議員曾取笑馬卓安，說他穿襯衫時，常把襯衫塞在內褲裡，結果，馬卓安被《衛報》的漫畫師，畫成一個蒼白年老，暮氣沉沉，把內褲穿在長褲外的超人。
英國雜誌《Private Eye》則把英國作家唐珊（Sue Townsend）的《The Secret Diary of Adrian Mole, age 13¾》，改編為《The Secret Diary of John Major, age 47¾》，特寫馬卓安之餘，他的妻子諾爾瑪·梅杰和朋友馬威尼（Brian Mawhinney，該日記則稱呼他為Mr. Dr. Mawhinney）也是經常出現的角色。現時馬卓安若有甚麼新聞，這份雜誌仍會續寫這份「日記」(書名的年齡亦會更新)，例如早前馬卓安陷入性醜聞、發行自傳等等，「日記」都有刊載。此外，該雜誌亦曾有一個漫畫專欄，名為「馬卓安的101樣用處」，內容趣怪，例如「火車監察者的雨衣」。
馬卓安在布里克斯頓——倫敦一個牙買加人聚集的最大社區中長大，所以曾被電視節目戲稱為（Rankin' John Major）。另一方面，他在布里克斯頓長大的背景，卻後來在1997年英國大選中，被保守黨使用，在黑人報紙中寫成了口號：「保守黨為一個來自布里克斯頓的工人阶级家庭的小孩子帶來了甚麼？我們讓他成為了英國首相。」（What can the Conservative Party offer a working class kid from Brixton? It made him Prime Minister）

## 榮譽
在1999年的新年元旦榮譽名單上，馬卓安獲頒贈名譽勳位，以答謝他在北愛爾蘭和平進程所作出的努力。
2005年4月23日，英女皇冊封馬卓安為嘉德騎士，正式的冊封典禮則在同年6月13日舉行。嘉德騎士的名額只有24位，地位崇高，並非所有英國首相在卸任後都可獲此殊榮。
慣例上，前任首相離開下議院後，通常會被冊封為貴族，晉升到上議院。但馬卓安婉拒這項殊榮。

## 頭銜

### 稱號

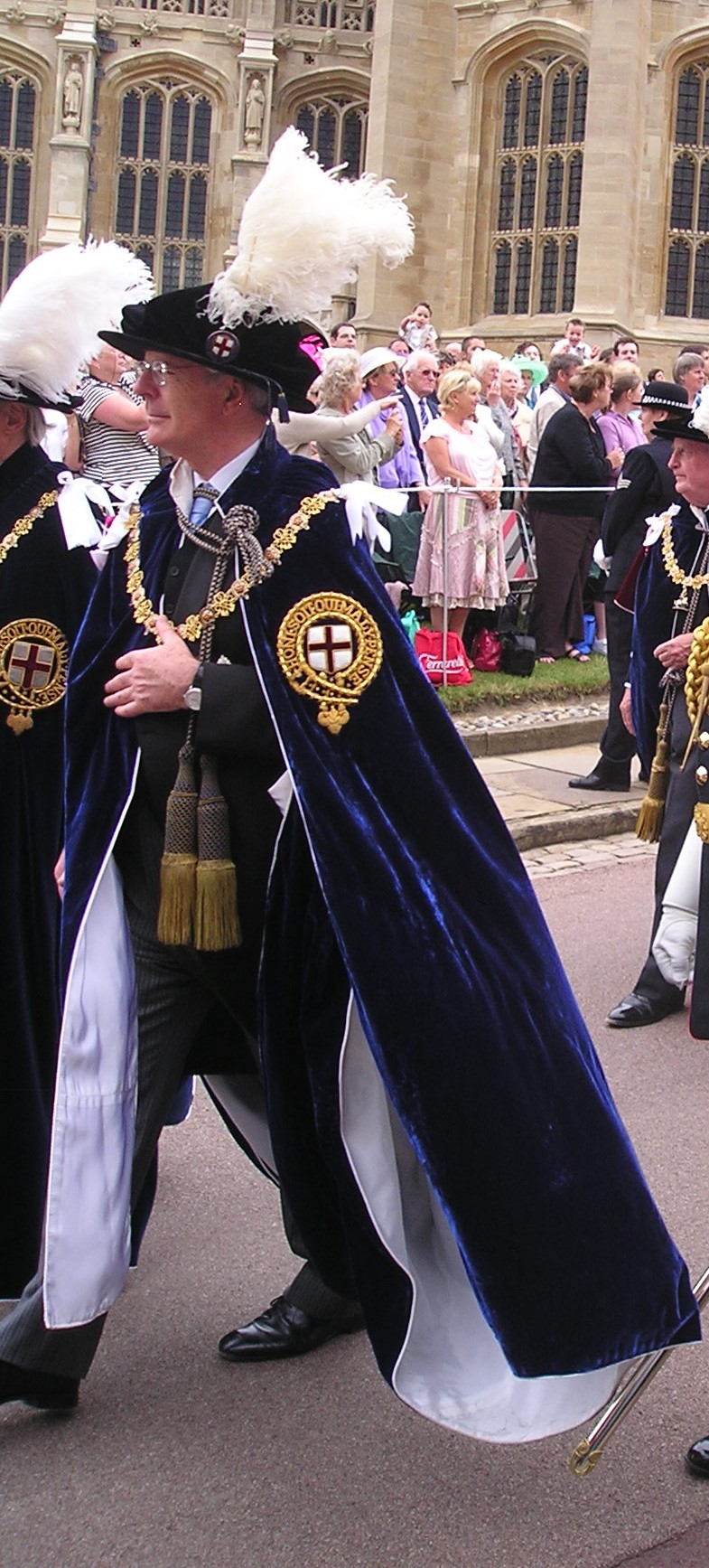
馬卓安穿上嘉德騎士的服飾。

- 約翰·馬卓安，Esq （1943年—1979年）
- 約翰·馬卓安，Esq，MP （1979年—1987年）
- 約翰·馬卓安閣下，MP （1987年—1999年）
- 約翰·馬卓安閣下，CH，MP （1999年—2001年）
- 約翰·馬卓安閣下，CH （2001年—2005年）
- 約翰·馬卓安爵士閣下，KG，CH （2005年—）

### 榮譽
- 樞密院顧問官（Lord of Her Majesty's Most Honourable Privy Council） （1987年）
- 名譽勳位（Member of the Order of the Companions of Honour） （1999年）
- 嘉德騎士（Knight Companion of the Most Noble Order of the Garter） （2005年）
- 旭日大綬章（旭日大綬章）（2012年4月29日）

## 雜記
- 馬卓安是位板球迷，也是薩里郡木球會會長，他曾經在板球場這樣說：

「噢！上帝！若今天要取我性命，
請先等這場球賽結束。
我知道，若我仍未得分，
甚麼也沒有的話，我是不肯死的。」
- 工黨下院議員班克斯（Tony Banks）在1994年談及了馬卓安：「他當年在蘭貝斯自治鎮的地方議會，在處理房屋事務的問題上尚算稱職。但現在，每次我見到他在下議院站起來發言，我不禁會想：『馬卓安市議員在幹甚麼？我真難想像他在這裡出現，正確一點說，他居然可以在這裡出現。』」[13]
- Patrick Haseldine是一位外交官，他在1989年被當時任外相的馬卓安辭退。五年後的同一日，即1994年8月2日，當時已轉為工黨的Patrick Haseldine去信已經是首相的馬卓安，反過來要求他辭任首相，或放棄競逐下屆首相。結果馬卓安並無理會。